# 张永宽
张永宽，中华人民共和国政治人物、外交官。
1983年，接替丁国钰，担任中华人民共和国驻挪威大使。1986年，由李宝城接任。